# Walden Media
Walden Media er et børnefilmproduktionselskab bedst kendt som fremstillere af The Chronicles of Narnia film serie. Dets film er baseret på bemærkelsesværdig klassisk eller prisbelønnet børnelitteratur, overbevisende biografier eller historiske begivenheder, dokumentarfilm og nogle originale manuskripter.
Virksomhedens hovedsæde Walden Media er beliggende i Los Angeles i Californien, og Education, Outreach, Interactive and Publishing-kontoret er i Boston i Massachusetts.
Walden Media blev oprettet i 2000 af Michael Flaherty og Cary Granat. Granat var formand for Miramax's Dimension Films division, og Flaherty kom fra en verden af uddannelse.